# Funaria faucium
Funaria faucium là một loài Rêu trong họ Funariaceae. Loài này được (Herzog) Broth. mô tả khoa học đầu tiên năm 1924.